# Западная Сахара
За́падная Саха́ра (араб. الصحراء الغربية‎ As-Ṣaḥrā' al-Ġarbīyya, бербер. ⵜⴰⵏⴻⵥⵔⵧⴼⵜ ⵜⵓⵜⵔⵉⵎⵜ Taneẓroft Tutrimt, исп. Sáhara Occidental; прежнее название — Испанская Сахара, исторические названия — Вади-Захаб (Рио-де-Оро) («Золотая речка») и Сегиет-эль-Хамра («Красный ручей»)) — спорная территория в Северной Африке.
На севере граничит с Марокко, на северо-востоке — с Алжиром, на востоке и юге — с Мавританией; с запада омывается Атлантическим океаном. Площадь — 266 тысяч км². Крупнейший город — Эль-Аюн.
Регион являлся испанскими владениями («африканская провинция») Рио-де-Оро и Сегиет-эль-Хамра с 1958 по 1976 год, после чего оказался разделён между Мавританией и Марокко.
В 1979 году Западная Сахара была в основном оккупирована Марокко, неоккупированной осталась составляющая около 20 % Свободная зона на востоке от марокканской пограничной стены. Марокко управляет районами к западу от стены, где проживает большая часть населения региона.
Западная Сахара не приспособлена для оседлого сельского хозяйства из-за жаркого засушливого климата и каменистой, песчаной почвы. Кочевники-скотоводы разводят овец, коз и верблюдов. На территории Западной Сахары имеются богатые залежи фосфатов, особенно в Бу-Краа. Разработка месторождений началась в начале 1970-х годов. Население составляет 586 тысяч человек (оценка 2015 года), и состоит, в основном, из двух народностей: берберов и арабов (сахарави).
27 февраля 1976 года организация «Фронт Полисарио», ведущая партизанскую войну против марокканских войск при поддержке Алжира, провозгласила Западную Сахару независимым государством под названием Сахарская Арабская Демократическая Республика (САДР). САДР в разное время была признана 84 государствами мира, из которых 24 позже разорвали отношения полностью, а 11 заморозили дипломатические отношения. Республика является членом Африканского Союза (бывшая Организация африканского единства) с 1984 года. Президент САДР, генеральный секретарь Фронта Полисарио (с 2016 года) — Брагим Гали. Фактическая временная столица САДР — Тифарити (вместо Бир-Лелу ранее).
Требуя проведения референдума о судьбе территории, Организация Объединённых Наций отказывается согласиться с марокканской аннексией Западной Сахары и требует признать самопровозглашённую САДР с принятием в свой состав.

## География
Страна подразделяется на два исторически сложившихся района: Сегиет-эль-Хамра (на севере) и Рио-де-Оро (на юге). Атлантическое побережье Западной Сахары занято аккумулятивной приморской низменностью, переходящей на востоке в возвышенные цокольные равнины с останцовыми массивами. На северо-восток заходят отроги ступенчатого плато Драа высотой до 823 м. Развеваемые пески и дюны занимают значительные площади в Западной Сахаре. Важнейшими полезными ископаемыми являются фосфориты, а также железные руды и нефть на шельфе.
Климат тропический пустынный, жаркий во внутренних районах (25—30 °C) и более мягкий на побережье за счёт влияния холодного Канарского течения (17—20 °C). Эпизодические осадки выпадают весной и осенью (50—200 мм в год). Сильные ветры регулярно поднимают пыльные бури. Постоянных рек в Западной Сахаре нет, а временные водотоки многочисленны во время дождей (Сабалера, Сагия-эль-Хамра, Эль-Фуш).
Бедный разреженный растительный покров представлен пустынной растительностью — галофитами (солянки, сарсазан и другие) и стелющимися злаками, а на побережье молочаями. В оазисах и низовьях уэдов, занимающих 3,8 % территории, произрастают пальмы и акации, и выращиваются зерновые культуры (пшеница, пшено, ячмень), фрукты, овощи, финики. Кочевые племена разводят свыше 300 тысяч голов скота (козы, овцы, верблюды), которые почти свели на нет и без того скудную растительность, в результате чего исчезли несколько видов газелей, антилопа аддакс и другие дикие животные. Из копытных ещё встречаются газель доркас, из хищных — шакал, гиена, лисица фенек и другие. На побережье крупные колонии перелётных куликов и места отдыха розовых фламинго. В прибрежных водах ежегодно вылавливается около 5 тысяч тонн рыбы.

## Демография
По оценкам, население на июль 2005 года составляло 373 008 человек, в 2010 году — 405 210 человек, в 2015 году — 586 000 человек; в основном это арабы и арабизированные берберы, многие из них ведут кочевой образ жизни. При этом по оценкам около 40 тысяч живут в Свободной зоне и около 100 тысяч человек — в лагерях беженцев в Алжире.
На 1000 человек ежегодно приходится 39,54 рождений и 11,49 смертей, также на 1000 новорожденных приходится 69,66 смертей. Средняя продолжительность жизни мужчин — 52 года, женщин — 56,73 лет. Средняя рождаемость на женщину — 4,3 ребёнка. Дети до 14 лет составляют 44,9 % всего населения, взрослые от 15 до 64 лет: 52,8 % и пожилые старше 65 лет лишь 2,3 %.
Почти 100 % населения исповедуют ислам, в 1975 году в регионе проживало свыше 20 000 католиков, однако к 2007 году в результате гонений и эмиграции их осталось примерно 100 человек.
Большинство населения общается на марокканском диалекте арабского языка. Многие также владеют испанским языком и используют его в качестве межнационального.

## Экономика
Важнейшей отраслью экономики Западной Сахары является добыча фосфатов, в Западной Сахаре их до 25 % от всего мирового запаса. Главный центр добычи фосфатов — Бу-Краа.
Обрабатывающая промышленность представлена лишь мелкими рыбоконсервными предприятиями (западносахарские воды исключительно богаты рыбой). Есть также кустарное шорное производство, изготовление кожевенных изделий, некоторых украшений.
Что касается сельского хозяйства, то кочевое население разводит верблюдов, овец, коз; в немногочисленных оазисах выращиваются фрукты и овощи. Основные продукты питания для городского населения импортируются.

## История
История Западной Сахары прослеживается с V века до н. э., когда её посетил карфагенский путешественник Ганнон.
Новейшая история Западной Сахары восходит к кочевым племенам, таким как санхаджи, жившим в сфере влияния берберов. В VIII веке эти племена приняли ислам, а затем арабский язык.
С XI по XIX век Западная Сахара была связующим звеном между Африкой южнее Сахары и Северной Африкой. В середине XI века санхаджи заключили союз с лемтунами и основали династию альморавидов. Альморавиды расширили своё государство практически на всю территорию современного Марокко, Тлемсен и Пиренейский полуостров на севере, территорию Мавритании, Сенегала и Мали на юге, войдя в соприкосновение с империей Гана. К XVI веку, марокканская династия Саадитов завоевала империю Сонгай, располагавшуюся вдоль реки Нигер. Через Западную Сахару проходили основные пути Транссахарской торговли, соединявшие Тимбукту (Мали) и Марракеш (Марокко). В XVII и XVIII веках получила развитие работорговля.
В конце XIX века в ходе колониального раздела Африки регион отошёл к Испании, что было подтверждено на Берлинской конференции 1884 года. После этого Западная Сахара была известна под названием «Испанская Сахара». После получения независимости в 1956 году Марокко постоянно заявляло территориальные претензии на Западную Сахару. В 1958 году Испанская Сахара получила статус испанской провинции. В 1967 году испанские власти создали местный орган управления — Генеральную ассамблею Западной Сахары (Джамаа). 6 ноября 1975 года Марокко организовало так называемый Зелёный марш, массовую демонстрацию 350 тысяч безоружных людей из всех районов Марокко, вошедших в Западную Сахару. 18 ноября Испания вывела свою администрацию и подписала Мадридские соглашения, после чего Марокко и Мавритания поделили территорию между собой. Мавритания позже вывела свои войска из Западной Сахары и отказалась от территориальных притязаний на неё.
27 февраля 1976 года Фронт Полисарио, ведущий партизанскую войну против марокканских войск при поддержке Алжира, провозгласил Западную Сахару независимым государством под названием Сахарская Арабская Демократическая Республика (САДР). В настоящее время независимость САДР признали 60 государств — членов ООН. Республика является членом Африканского Союза (бывшая Организация африканского единства) с 1984 года.
29 апреля 1991 года в соответствии с «предложениями Генерального Секретаря ООН по урегулированию», на которые 30 августа 1988 года дали свое согласие Марокко и «Народный фронт освобождения Сегиет-эль-Хамра и Рио-де-Оро» (Фронт ПОЛИСАРИО) Совет Безопасности Организации Объединённых Наций принял Резолюцию 690 (1991). На основании этой резолюции была создана Миссия Организации Объединённых Наций по проведению референдума в Западной Сахаре.
План урегулирования, предложенный Генеральным секретарём и утверждённый Советом Безопасности, предусматривал переходный период, на протяжении которого Специальный представитель Генерального секретаря будет нести всю полноту ответственности за все вопросы, связанные с референдумом, на котором народу Западной Сахары предстоит выбрать между независимостью и вхождением в состав Марокко. Предусматривалось, что в выполнении Специальным представителем своих задач ему будут помогать его заместитель и сводная группа в составе гражданского, военного и гражданского полицейского персонала Организации Объединённых Наций под названием «Миссия Организации Объединённых Наций по проведению референдума в Западной Сахаре» (МООНРСЗ).
Референдум до сих пор не состоялся из-за разногласий между сторонами по вопросу согласования списков лиц, имеющих право голосования на референдуме. В связи с этим, Совет Безопасности ежегодно своим решением продлевает срок работы МООНРЗС на очередной год.
Таким образом Западная Сахара остаётся спорной территорией между Марокко, осуществляющим управление над территорией, и фронтом Полисарио, представляющим интересы коренного населения Западной Сахары и выступающим за её независимость. Многочисленные попытки установить мирный процесс и разрешить конфликт, последняя из которых были Переговоры в Манхессете 2007—2008 годов, пока привели лишь к прекращению огня, но не к политическому урегулированию ситуации.
В 2010—2011 годах в стране прошли акции протеста среди населения против политики Марокко. Известные учёные Ноам Хомский и Бернабе Лопес Гарсиа отметили эти события как отправную точку волнений, протестов и восстаний в странах арабского мира в 2010—2011 годах.
В 2021 году 22 страны открыли консульства в Эль-Аюне (Кот-д’Ивуар, Коморы, Габон, Сан-Томе и Принсипи, ЦАР, Бурунди, Эсватини, Замбия, ОАЭ, Иордания, Малави) или в Дахле (Гвинея, Джибути, Гамбия, Либерия, Буркина-Фасо, Гвинея-Биссау, Экваториальная Гвинея, Сенегал), признав тем самым суверенитет Марокко над Западной Сахарой.
О желании открыть консульское учреждение в Дахле заявляли и в США, где в 2020 году президент Трамп подписал декларацию о признании суверенитета королевства над Западной Сахарой.